# Bordier & Cie
O Bordier & Cie é um banco privado suíço, fundado em 1844, em Genebra, dedicado à gestão patrimonial de clientes privados. 
Membro da associação suíça de banqueiros privados, o banco é um dos últimos na Suíça a preservar o estatuto de banco privado, com três sócios de responsabilidade ilimitada em relação aos respetivos bens pessoais, em conformidade com os compromissos assumidos pelo banco. A instituição possui uma licença bancária na Suíça, em Singapura e nas Ilhas Turcas e Caicos, assim como sucursais no Reino Unido, na França e no Uruguai.

## História
A família Bordier chegou a Genebra em 1554, quando Guillaume Bordier, um protestante francês, fugia das perseguições religiosas na região de Orleães, instalando-se na Suíça. Os seus descendentes distinguiram-se, inicialmente, no comércio de tecidos e, em seguida, no setor da ourivesaria e da joalheira, assim como em funções eclesiásticas.

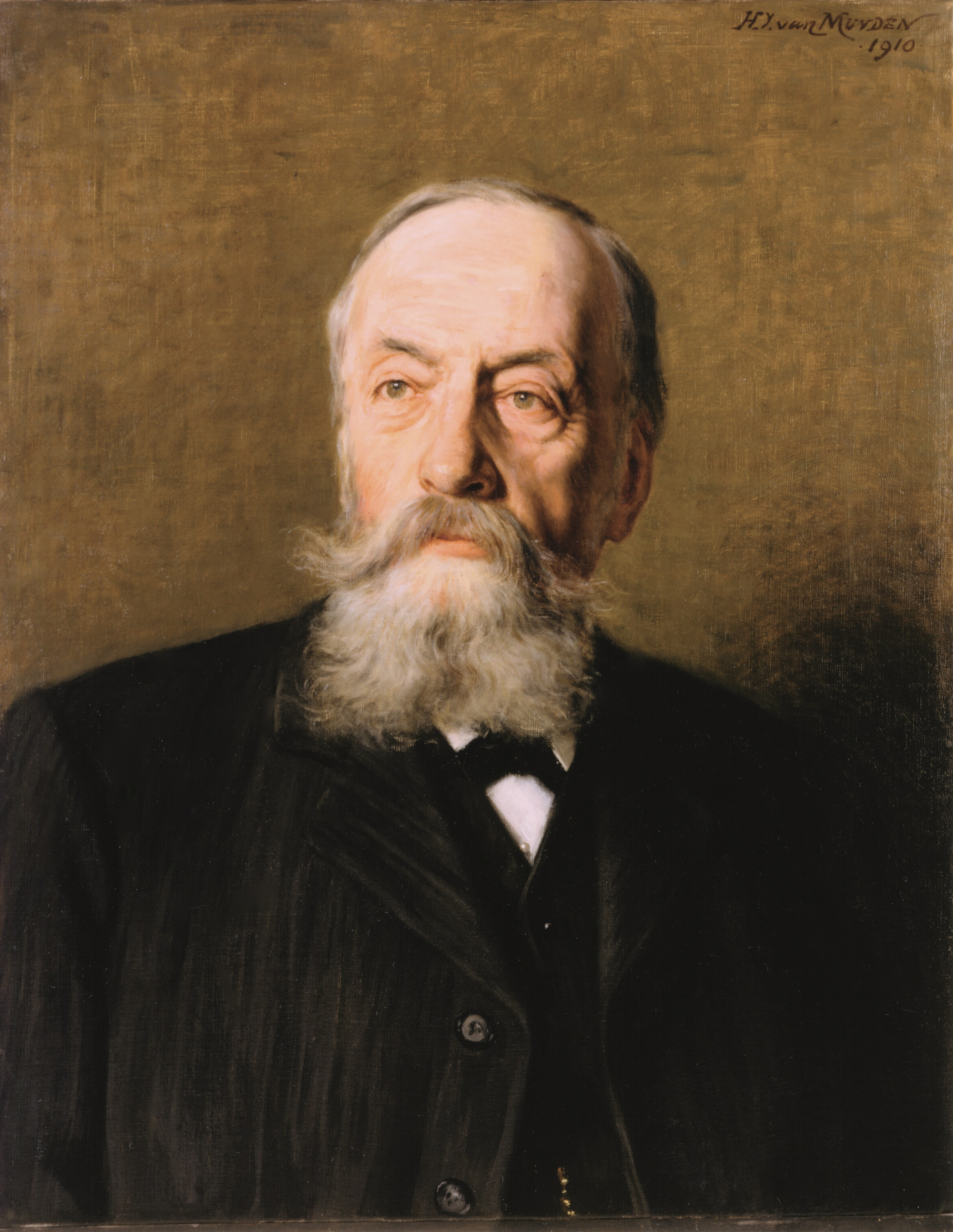
Ami Bordier

O banco Bordier tem origem em 1844, ano no qual Jacques Reverdin (1812–1895), até então funcionário do banco Pictet, decidiu criar a sua própria estrutura para exercer a profissão de banqueiro em Genebra. Em 1871, Ami Bordier (1841–1920), que nesse mesmo ano casou com a filha de Jacques Reverdin, juntou-se ao Reverdin & Cie, exercendo a função de corretor de bolsa. Após o falecimento do sogro em 1895, a administração do banco ficou a cargo de Bordier e a instituição, com 13 colaboradores, foi renomeada Bordier & Cie.
A Ami Bordier juntaram-se os seus dois filhos, Pierre e Édouard, que se tornaram sócios do banco em 1897 e em 1904, respetivamente. Em 1906, a instituição transferiu-se para a Rue de Hollande, número 16, em Genebra, o edifício que, desde então, é a sede do banco. Em 1917, Ami Bordier reformou-se, deixando os seus filhos responsáveis pela administração da sociedade.
Os filhos de Pierre e Édouard ingressaram, por sua vez, na instituição durante os anos 30, assinalando a chegada da terceira geração ao banco familiar. Guillaume e Jacques Bordier, filhos de Pierre, tornaram-se sócios em 1936, seguidos de Raymond (terceiro filho de Pierre) e de Edmond Bordier (filho único de Édouard) em 1938. Quando Pierre Bordier se reformou em 1956, o banco contava com 32 colaboradores.
Em 1966, dois membros da quarta geração tornaram-se também sócios: Philippe Bordier (primeiro filho de Jacques) e André Bordier (filho de Guillaume). Em 1974, estes dois lideraram sozinhos o banco familiar. Juntos, distinguiram-se pela ação de informatização, que teve início em 1975, com a introdução do primeiro sistema IBM, seguida da adoção do software Olympic no final dos anos 80, desenvolvido pela Eri SA, que permite a gestão em tempo real, por parte dos funcionários, de todas as operações das contas dos clientes.
Em 1992, Pierre Poncet tornou-se sócio, sendo a primeira pessoa alheia à família Bordier a exercer essa função. Em 1994, Gaétan Bordier juntou-se a Poncet, assinalando a chegada da quinta geração familiar à administração. Grégoire Bordier, também da quinta geração, tornou-se sócio em 1997 e, desde então, exerce a função de sócio principal de responsabilidade ilimitada. O seu irmão, Evrard Bordier, também se tornou sócio de responsabilidade ilimitada em 2011, partilhando a mesma função de Michel Juvet que, em 2012, substituiu Pierre Poncet após este se tornar sócio comanditário. A este último juntaram-se Patrice Lagnaux, em 2017, e Alessandro Caldana, em 2018. Em 2020, Christian Skaanild é nomeado sócio de responsabilidade ilimitada, enquanto Juvet deixou o grupo de sócios para se tornar, por sua vez, sócio comanditário.
Em 2020, o banco Bordier altera o seu estatuto jurídico, tornando-se uma sociedade em comandita por ações e abandonando o seu antigo estatuto de sociedade em comandita simples, sobretudo por motivos de flexibilidade contabilística. Os três sócios principais da instituição têm uma responsabilidade ilimitada em relação aos respetivos bens pessoais, em conformidade com os compromissos assumidos pelo banco. A instituição conserva ainda o estatuto de «banco privado», sendo a única instituição na Suíça francesa a preservar este estatuto histórico, e um dos últimos membros da associação suíça de banqueiros privados, juntamente com quatro bancos da Suíça alemã.

## Atividades
No 2024 o banco Bordier geriu 18,2 mil milhões de francos suíços para as contas dos seus clientes.

### Gestão patrimonial
As atividades do banco Bordier concentram-se, historicamente, na gestão privada, incluindo a consultoria em gestão de património (financeiro e imobiliário), consultoria fiscal, consultoria jurídica, consultoria personalizada sobre investimentos e ainda aconselhamento em matéria de sucessões, assim como os habituais serviços bancários. Estes serviços são propostos tanto a clientes suíços como a clientes estrangeiros.

### Gestão de ativos
O banco Bordier permite que os seus clientes invistam em fundos de investimento criados pelas suas próprias equipas. Assim, o banco Bordier inclui um ramo para a gestão de ativos. O leque do banco Bordier é composto, nomeadamente, por vários fundos do tipo SICAV (OICVM), investidos em obrigações e ações europeias, internacionais ou suíças.
Em 2016, o banco criou uma empresa cofilial na Suíça, dedicada a investimentos não tradicionais, em particular no domínio das participações privadas e dos produtos estruturados complexos. O Bordier FinLab tem igualmente como objetivo o investimento em outros fundos, disponibilizando capital semente (seed money), nomeadamente no setor das fintechs.

## Filias e parceiras
Em 1986, o banco criou a sua primeira filial bancária: Bordier International Bank & Trust (BiBT), um banco sediado nas Ilhas Turcas e Caicos. Desde 2000, a administração é da responsabilidade de Evrard Bordier, representante da quinta geração familiar.
No final dos anos 90, o banco Bordier começou a desenvolver-se em outras cidades da Suíça, com a inauguração da primeira sucursal em Zurique, em 1997. Em seguida, foram inaugurados mais dois gabinetes no país: em Berna, em 1999, e em Nyon, em 2005.
A instituição continuou a sua expansão internacional em 2001, no Reino Unido, onde o banco Bordier adquiriu uma participação de 45% na sociedade Berry Asset Management, tornando-se, mais tarde, em 2007, o acionista maioritário com 90% do capital. Em 2014, a sociedade alterou a sua denominação para Bordier & Cie (UK) Limited, tornando-se, desta forma, na sociedade de gestão londrina do banco Bordier.
Em 2006, o banco estabeleceu-se em Paris, onde criou uma sociedade de gestão, desenvolvendo a sua presença na França em 2017, com a inauguração de dois gabinetes regionais em Rennes e em Brest.
Em 2007, o banco inaugurou um posto em Montevideu, no Uruguai. O estabelecimento do Bordier & Cie no Uruguai foi acompanhado, em 2018, pelo resgate da empresa de consultoria de investimentos Helvetia Advisors, situada também em Montevideu.

Na Ásia, o banco inaugurou em 2011 uma sucursal em Singapura. Mais tarde, em 2018, estabeleceu uma parceria no Vietname com o Military Commercial Joint Stock Bank, conduzindo, em 2020, à criação de uma joint venture, a MB Private, a qual disponibiliza serviços bancários privados a clientes vietnamitas abastados.